# Antoine van Rasbourg

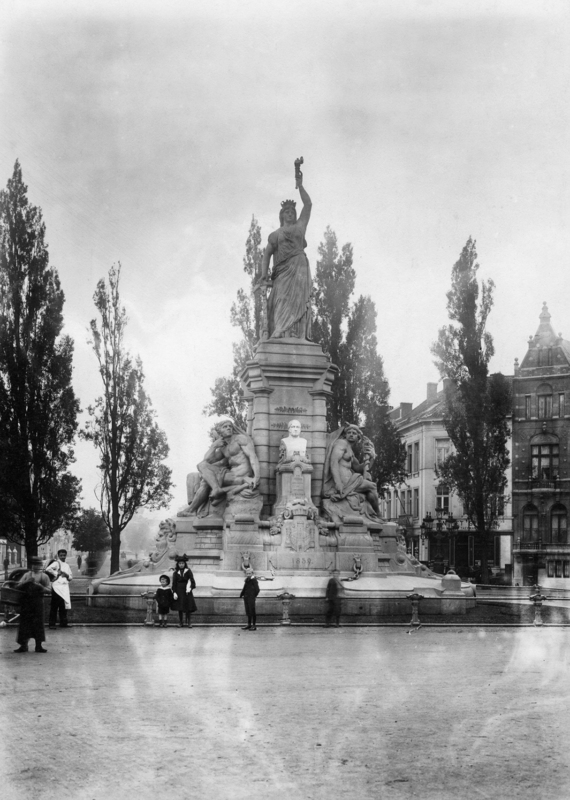
Monument voor Jean Loos (met Auguste Rodin en Jules Pecher, 1876).

Antoine-Joseph van Rasbourg (Brussel, 10 oktober 1831 – Choisy-le-Roi, 1902) was een Belgisch beeldhouwer.
Na een opleiding aan de Academie ging hij werken in het atelier van de Fransman Albert-Ernest Carrier-Belleuse, die door de Frans-Duitse Oorlog zonder opdrachten was gevallen en zich tijdelijk in Brussel had gevestigd. Van Rasbourg deelde in de grote sculpturale programma's die werden opgezet door het stadsbestuur, zoals de decoratie van de Beurs en de Kleine Zavel. De naar Parijs teruggekeerde Carrier-Belleuse droeg hem de leiding van het beursproject over. Prompt haalde Van Rasbourg Auguste Rodin terug, die door Carrier-Belleuse in mei 1871 was ontslagen. Ze werden vrienden en vennoten. Hun samenwerking kreeg uitdrukking in het Koninklijk Conservatorium Brussel, het Academiënpaleis en het gedenkteken van de Antwerpse burgemeester Jean Loos.

## Werk (selectie)
- Beurs van Brussel, 1871-73: kinderfries, kariatiden
- Gedenkteken van burgemeester Jean Loos (opgeleverd in 1876 en afgebroken in 1960)
- Koninklijke Musea voor Schone Kunsten van België: beelden Renaissance en Moderne Kunst, buste Peter Paul Rubens
- Academiënpaleis, kant Hertogstraat: gevelreliëf (1879) en balustradereliëfs
- Monument voor de Dynastie, 1878-81: beeld Provincie Limburg (vrouw met sikkel staat voor landbouw)
- Buste Antoon van Dyck: gevelmedaillon KMSKA en brons KMSKB (1881)
- Buste Cornelis Floris de Vriendt
- Kleine Zavel, 1882-83: beeld Hendrik van Brederode en drie ambachtsbeelden (schilders, stoeldraaiers en gordelsnijders)
- Koninklijk Conservatorium Brussel (erekoer): kariatiden, borstbeeld Beethoven, twee genieën
- Stadhuis van Brussel, ca. 1885: gevelbeeld van Wenceslas t'Serclaes

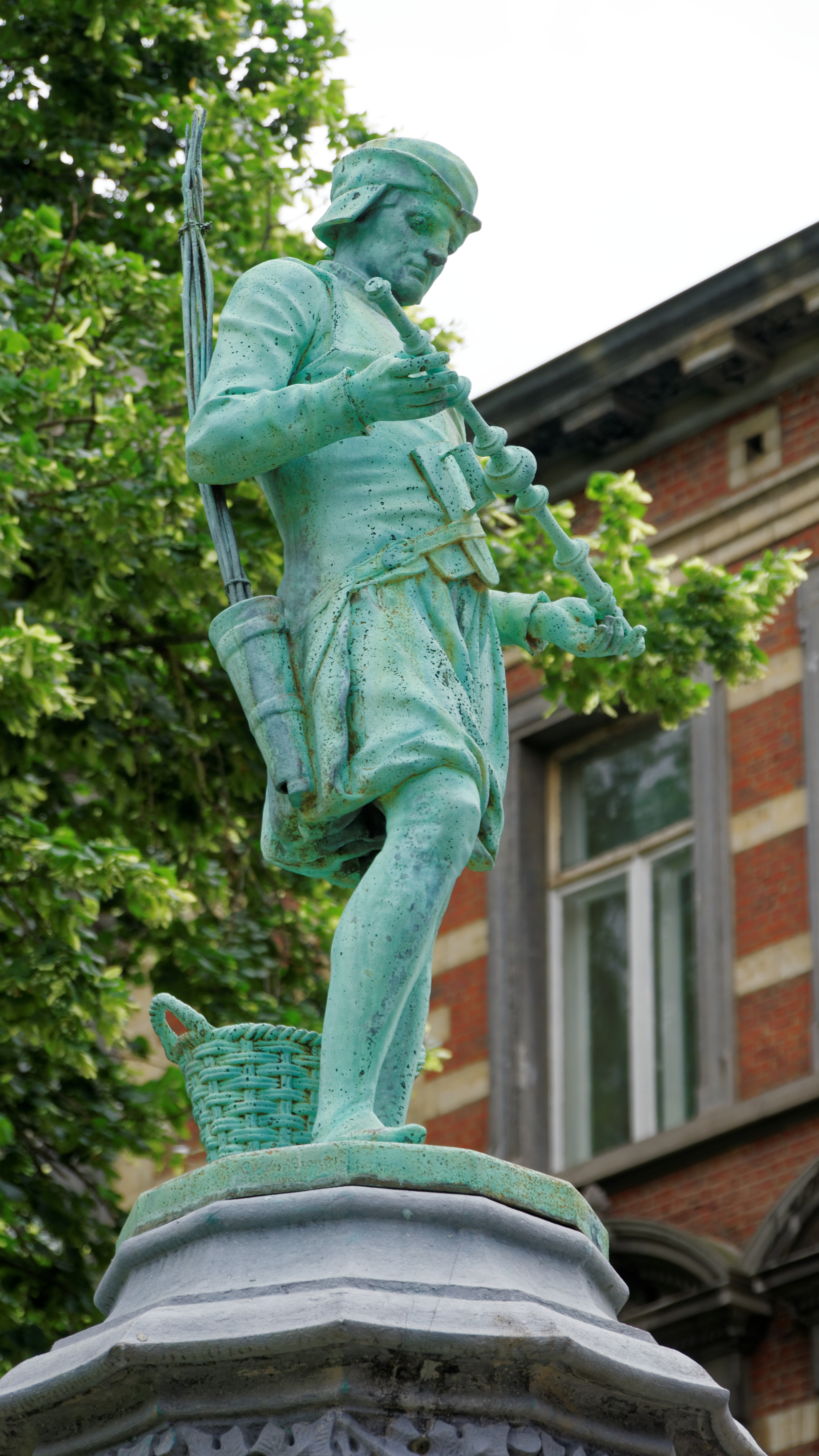
Stoeldraaiers, Mandenmakers, Stucwerkers en Rietdekkers (Zavel)
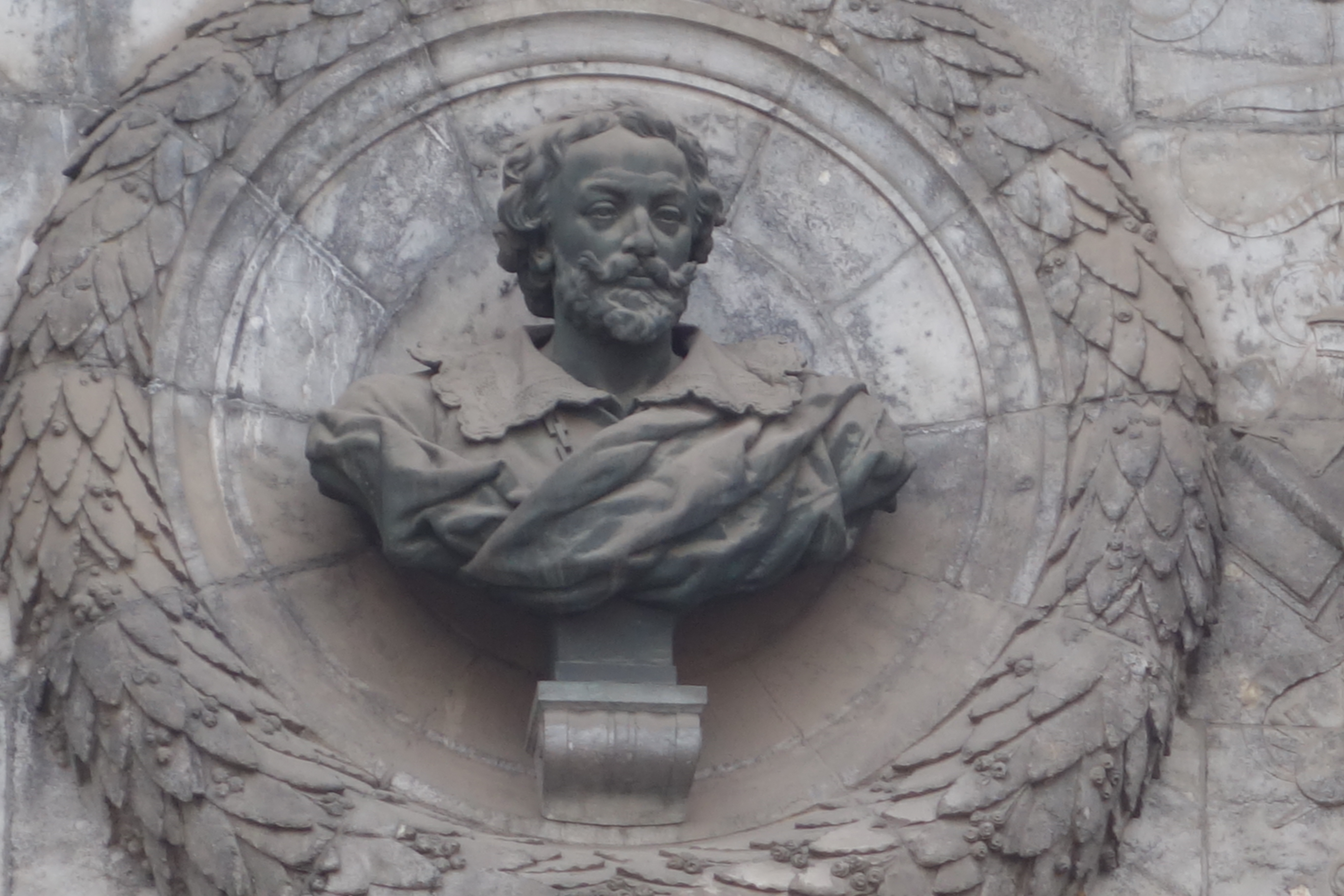
Gevelbuste Rubens (KMSKB)
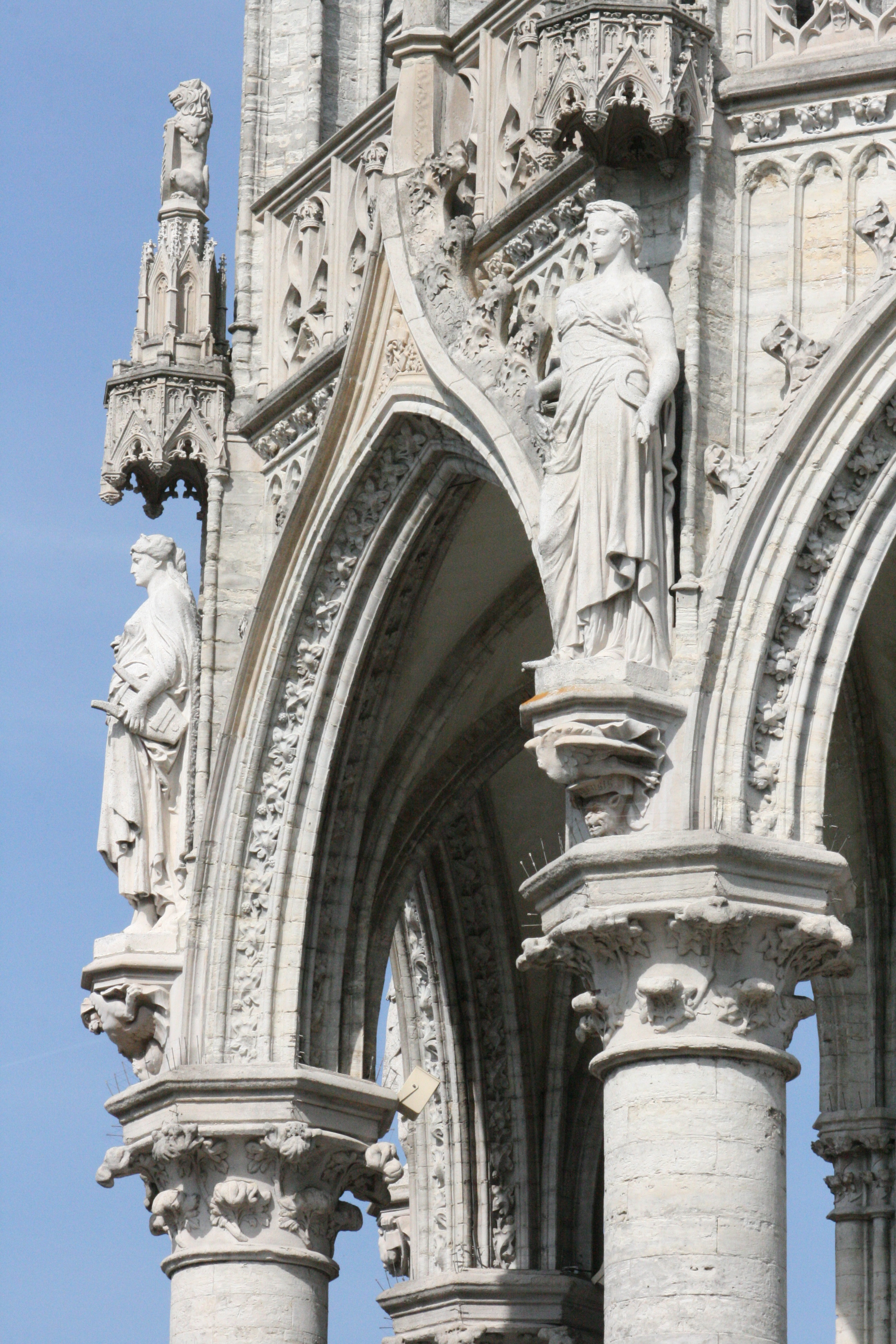
Landbouwprovincie Limburg